# Elena Paleologa (consorte ottomana)
Elena Paleologa (in greco: Ἑλένη Παλαιολογίνα, "Helena Palaiologina"; conosciuta anche come Elena Hatun; Mesembria, 23 aprile 1442 – Edirne, 1469) è stata una principessa bizantina e una consorte del sultano ottomano Mehmed II.

## Biografia
Elena Paleologa nacque il 23 aprile 1442 a Mesembria, nell'attuale Bulgaria. Era l'unica figlia di Demetrio Paleologo, fratello dell'ultimo imperatore bizantino Costantino XI Paleologo e despota prima di Mesembria e poi di Morea. Sua madre era Teodora Asanina, figlia di Paolo della famiglia Asen, che un tempo aveva regnato in Bulgaria.
Elena era famosa per la sua bellezza e il suo carattere focoso, e nel 1455, due anni dopo la presa di Costantinopoli da parte di Mehmed II il Conquistatore, sultano ottomano, suo padre progettò di darla in moglie a un nipote di re Alfonso il Magnanimo. Il progetto fallì quando Mehmed invase e conquistò la Morea, nel 1460, e fece prigioniero Demetrio. A quel punto il sultano pretese che Demetrio facesse rientrare la moglie e la figlia da Monemvasia, dove erano state mandate per sicurezza, e dichiarò che avrebbe preso Elena, allora diciottenne, come una delle sue consorti.
Mehmed portò con sé Elena a Edirne, ma invece di proseguire fino a Costantinopoli la lasciò lì, dopo averle assegnato notevoli possedimenti e rendite.
Pare che il motivo per cui l'unione non fu, presumibilmente, consumata e per cui Elena non si unì mai all'harem di Costantinopoli sia che Mehmed temeva che l'irruente Elena, che lo odiava, potesse avvelenarlo nel sonno.
Elena morì a Edirne nel 1469, ad appena 27 anni, e fu sepolta lì.
Entrambi i suoi genitori, distrutti dal dolore, si ritirarono a vita monastica e morirono entro un anno.

## Ascendenza
|                                          |   |                   | Genitori                                       |  |  | Nonni |  |  | Bisnonni                                 |  |  | Trisnonni                                   |  |
|                                          |   |                   |                                                |  |  |       |  |  | Giovanni V Paleologo, basileus dei Romei |  |  | Andronico III Paleologo, basileus dei Romei |  |
|                                          |   |                   |                                                |  |  |       |  |  | Giovanni V Paleologo, basileus dei Romei |  |  | Andronico III Paleologo, basileus dei Romei |  |
|                                          |   | Anna di Savoia    |                                                |  |  |       |  |  | Giovanni V Paleologo, basileus dei Romei |  |  |                                             |  |
| Manuele II Paleologo, basileus dei Romei |   |                   |                                                |  |  |       |  |  | Giovanni V Paleologo, basileus dei Romei |  |  |                                             |  |
|                                          |   | Elena Cantacuzena | Giovanni VI Cantacuzeno, co-basileus dei Romei |  |  |       |  |  |                                          |  |  |                                             |  |
|                                          |   | Elena Cantacuzena | Giovanni VI Cantacuzeno, co-basileus dei Romei |  |  |       |  |  |                                          |  |  |                                             |  |
|                                          |   | Elena Cantacuzena | Irene Asanina                                  |  |  |       |  |  |                                          |  |  |                                             |  |
| Demetrio Paleologo, despota di Morea     |   | Elena Cantacuzena |                                                |  |  |       |  |  |                                          |  |  |                                             |  |
|                                          |   | Costantino Dragaš | Dejan Dragaš                                   |  |  |       |  |  |                                          |  |  |                                             |  |
|                                          |   | Costantino Dragaš | Dejan Dragaš                                   |  |  |       |  |  |                                          |  |  |                                             |  |
|                                          |   | Costantino Dragaš | Teodora di Serbia                              |  |  |       |  |  |                                          |  |  |                                             |  |
| Elena Dragaš                             |   | Costantino Dragaš |                                                |  |  |       |  |  |                                          |  |  |                                             |  |
|                                          |   | Eudocia Comnena   | Alessio III, imperatore di Trebisonda          |  |  |       |  |  |                                          |  |  |                                             |  |
|                                          |   | Eudocia Comnena   | Alessio III, imperatore di Trebisonda          |  |  |       |  |  |                                          |  |  |                                             |  |
|                                          |   | Eudocia Comnena   | Teodora Cantacuzena                            |  |  |       |  |  |                                          |  |  |                                             |  |
| Elena Paleologa                          |   | Eudocia Comnena   |                                                |  |  |       |  |  |                                          |  |  |                                             |  |
|                                          | … | …                 |                                                |  |  |       |  |  |                                          |  |  |                                             |  |
|                                          | … | …                 |                                                |  |  |       |  |  |                                          |  |  |                                             |  |
|                                          | … | …                 |                                                |  |  |       |  |  |                                          |  |  |                                             |  |
| Paolo Asanis                             | … |                   |                                                |  |  |       |  |  |                                          |  |  |                                             |  |
|                                          |   | …                 | …                                              |  |  |       |  |  |                                          |  |  |                                             |  |
|                                          |   | …                 | …                                              |  |  |       |  |  |                                          |  |  |                                             |  |
|                                          |   | …                 | …                                              |  |  |       |  |  |                                          |  |  |                                             |  |
| Teodora Asanina                          |   | …                 |                                                |  |  |       |  |  |                                          |  |  |                                             |  |
|                                          |   | …                 | …                                              |  |  |       |  |  |                                          |  |  |                                             |  |
|                                          |   | …                 | …                                              |  |  |       |  |  |                                          |  |  |                                             |  |
|                                          |   | …                 | …                                              |  |  |       |  |  |                                          |  |  |                                             |  |
| N. Paleologa                             |   | …                 |                                                |  |  |       |  |  |                                          |  |  |                                             |  |
|                                          |   | …                 | …                                              |  |  |       |  |  |                                          |  |  |                                             |  |
|                                          |   | …                 | …                                              |  |  |       |  |  |                                          |  |  |                                             |  |
|                                          |   | …                 | …                                              |  |  |       |  |  |                                          |  |  |                                             |  |
|                                          |   | …                 |                                                |  |  |       |  |  |                                          |  |  |                                             |  |